# 곽선
곽선(霍嬗, ? ~ 기원전 110년)은 전한 중기의 관료로, 자는 자후(子侯)이며 하동군 평양현(平陽縣) 사람이다. 대사마 곽거병의 아들로, 씩씩한 기풍이 있어 무제의 총애를 받았다.

## 행적
원수 6년(기원전 117년), 곽거병의 뒤를 이어 관군후(冠軍侯)에 봉해졌다.
원봉 원년(기원전 110년), 무제가 태산에서 봉선 의식을 행할 때 봉거도위가 되어 수행하였으나, 곧 죽었다. 시호를 애(哀)라 하였고, 아들이 없어 작위는 폐지되었다.

## 출전
- 사마천, 《사기》 권18 고조공신후자연표·권111 위장군표기열전
- 반고, 《한서》 권55 위청곽거병전

| 선대 아버지 관군경환후 곽거병 | 전한의 관군후 기원전 116년 ~ 기원전 110년 | 후대 (봉국 폐지) |